# پر (فیلم)
پَر (به انگلیسی: The Feather) یک فیلم درام عاشقانه بریتانیایی صامت است که در سال ۱۹۲۹ به کارگردانی لسلی اس. هیسکات و بر پایهٔ رمان پر اثر شارلوت مری ماتیسن ساخته شده‌است. جیمسون توماس، ورا فلوری و مری کلیر در این فیلم ایفای نقش کرده‌اند.

## بازیگران
- جیمسون توماس در نقش راجر دالتون
- ورا فلوری در نقش ماویس کوترل
- رندل آیرتون در نقش ریتزیو
- مری کلیر در نقش خانم دالتون
- چارلز پیتون